# Jesús Generelo
Jesús Generelo Lanaspa (Huesca, 1964) es un realizador, escritor y activista LGBTI español. Desde 2015 hasta 2018 fue el presidente de la Federación Estatal de Lesbianas, Gais, Transexuales y Bisexuales.

## Biografía
Jesús Generelo estudió Ciencias de la Información en la Universidad Complutense de Madrid y ha trabajado como realizador en diversos programas de televisión, como Primer plano, Magacine o Versión española.
En el activismo LGBTI ha participado en COGAM, donde ha coordinado el área de educación, al igual que en la FELGTB, escribiendo diferentes informes sobre diversidad sexual en las aulas.
En 2015 fue elegido presidente de la FELGTB, sustituyendo a Boti García Rodrigo. Durante su presidencia, la FELGTB propuso la tramitación de una ley de Igualdad LGBTI que protegiera a este colectivo de discriminación en cualquier situación, e impulsó la ampliación de la ley de transexualidad para que dejase de considerarse a las personas transexuales como enfermas mentales. 
También, en 2017 España fue sede por primera vez del World Pride, evento en el que por primera vez estuvieron representados todos los partidos políticos, incluido el Partido Popular. Durante años el PP había sido el principal opositor a los avances de los derechos LGBT en España, pero se había comprometido a apoyar las leyes de igualdad LGBTI desde el gobierno. Sin embargo, debido a que el PP no apoyó esas leyes e incluso presentó una enmienda a la totalidad, no volvió a ser invitado a participar en el Orgullo.
En 2018, fue sucecido por Uge Sangil al frente de la FELGTB. Desde 2020, colabora como consejero técnico de la Dirección General de Diversidad Sexual y Derechos LGTBI para el Ministerio de Igualdad.

## Libros
- Hasta en las mejores familias: todo lo que siempre quiso saber sobre la homosexualidad de sus hijos, familiares y amigos pero temía preguntar (2004).[18]
- Cómo superar la homofobia. Manual de supervivencia en un medio hostil (2004).[19]
- Fin de curso (2006).[20]
- Sin complejos. Guía para jóvenes gais, lesbianas, transexuales y bisexuales (2007).[21]

### Colaboraciones
- El cine de Arturo Ripstein: la solución del bárbaro (1998).[22]
- En clave gay: todo lo que deberíamos saber (2001).[23]
- Mi primera vez: 100 historias de amor y erotismo entre hombres (2003).[24]
- Diferentes formas de amar. Guía para educar en la diversidad afectivo-sexual (2007).[25]
- Adolescencia y sexualidades minoritarias: voces desde la exclusión (2008).[26]
- Educación artística y diversidad sexual (2015).[27]
- Investigación Acción: Aportaciones de la investigación a la reducción del estigma (2020).[28]